# Валя-Каселор (Попешть, Вилча)
Валя-Каселор (рум. Valea Caselor) — село у повіті Вилча в Румунії. Входить до складу комуни Попешть.
Село розташоване на відстані 165 км на захід від Бухареста, 26 км на південний захід від Римніку-Вилчі, 73 км на північ від Крайови, 140 км на південний захід від Брашова.

## Населення
За даними перепису населення 2002 року у селі проживали 79 осіб, усі — румуни. Усі жителі села рідною мовою назвали румунську.